# رجل العنزة قصيرة الثمار
رجل العنزة قصيرة الثمار (الاسم العلمي:Aegopodium brachycarpum) هو نوع غير مؤكد من النباتات يتبع جنس رجل العنزة من الفصيلة الخيمية.